# Habranthus steyermarkii
Habranthus steyermarkii är en amaryllisväxtart som beskrevs av Pierfelice Ravenna. Habranthus steyermarkii ingår i släktet Habranthus och familjen amaryllisväxter. Inga underarter finns listade i Catalogue of Life.